# Гуагуа, Дарвин
Дарвин Хоан Гуагуа Силва (исп. Darwin Johan Guagua Silva; родился 6 ноября 2007, Гуаякиль, Эквадор) — эквадорский футболист, полузащитник клуба «Индепендьенте дель Валье» и сборной Эквадора.

## Клубная карьера
Воспитанник «Индепендьенте дель Валье». 11 августа 2024 года впервые попал в заявку основной команды клуба на матч чемпионата Эквадора против гуаякильской «Барселоны».

## Карьера в сборной
Выступал за сборную Эквадора до 20 лет.
25 марта 2025 года дебютировал за основную сборную Эквадора, выйдя в стартовом составе на матч квалификации к чемпионату мира 2026 против Чили.